# Ginástica artística nos Jogos Pan-Americanos de 2007 - Salto masculino
A final masculina do salto da ginástica artística nos Jogos Pan-Americanos de 2007 foi realizada em 17 de julho de 2007.

## Medalhistas
| Ouro   | BRA Diego Hypólito             |
| Prata  | CHI Enrique González Sepúlveda |
| Bronze | PUR Luis Rivera                |

## Qualificação
| Pos. | Ginasta                            | Pontos | Resultado |
| ---- | ---------------------------------- | ------ | --------- |
| 1    | BRA Diego Hypólito                 | 16,125 | Q         |
| 2    | CHI Enrique González Sepúlveda     | 15,775 | Q         |
| 3    | PUR Luis Rivera                    | 15,775 | Q         |
| 4    | BRA Victor Rosa                    | 15,450 | Q         |
| 5    | VEN Fernando Fuentes               | 15,425 | Q         |
| 6    | PUR Alexander Rodríguez Colón      | 15,400 | Q         |
| 7    | COL James Brochero                 | 15,350 | Q         |
| 8    | CAN Aj Rayment                     | 15,175 | Q         |
| 9    | DOM Jesús Vidal                    | 15,000 | R         |
| 10   | GUA Mynor Antonio Juárez           | 15,000 | R         |
| 11   | CHI Maximilian Fingerhuth Crignola | 15,000 | R         |

- Q - qualificado para a final
- R - reserva

## Final
| Pos.              | Ginasta                        | Salto 1 | Salto 1 | Salto 1 | Salto 1       | Salto 2 | Salto 2 | Salto 2 | Salto 2       | Total  |
| Pos.              | Ginasta                        | Nota A  | Nota B  | Pen.    | Nota do salto | Nota A  | Nota B  | Pen.    | Nota do salto | Total  |
| ----------------- | ------------------------------ | ------- | ------- | ------- | ------------- | ------- | ------- | ------- | ------------- | ------ |
| Medalha de ouro   | BRA Diego Hypólito             | 6,600   | 9,525   |         | 16,125        | 6,600   | 9,600   |         | 16,200        | 16,162 |
| Medalha de prata  | CHI Enrique González Sepúlveda | 6,600   | 9,500   |         | 16,100        | 6,200   | 9,575   |         | 15,775        | 15,937 |
| Medalha de bronze | PUR Luis Rivera                | 6,200   | 9,575   |         | 15,775        | 6,200   | 9,500   |         | 15,700        | 15,737 |
| 4                 | CAN Aj Rayment                 | 6,200   | 9,375   |         | 15,575        | 6,200   | 9,575   |         | 15,775        | 15,675 |
| 5                 | VEN Fernando Fuentes           | 6,200   | 9,375   |         | 15,575        | 6,600   | 9,175   | 0,3     | 15,475        | 15,525 |
| 6                 | COL James Brochero             | 6,200   | 9,400   |         | 15,600        | 6,600   | 8,550   |         | 15,150        | 15,375 |
| 7                 | PUR Alexander Rodríguez Colón  | 6,200   | 9,425   |         | 15,625        | 5,400   | 9,400   | 0,3     | 14,500        | 15,062 |
| 8                 | DOM Jesús Vidal                | 6,200   | 9,125   | 0,1     | 15,225        | 6,600   | 8,850   | 0,3     | 14,850        | 15,037 |